# Рембате
Ре́мбате (латыш. Rembate) — населённый пункт в Огрском крае Латвии. Административный центр Рембатской волости. Расстояние до города Огре составляет около 26 км.
По данным на 2008 год, в населённом пункте проживало 908 человек. Есть волостная администрация, народный дом, библиотека, фельдшерско-акушерский пункт, почта.

## История
В советское время населённый пункт был центром Рембатского сельсовета Огрского района. В селе располагалась центральная усадьба колхоза «Узвара».